# Macaduma lichenia
Macaduma lichenia là một loài bướm đêm thuộc phân họ Arctiinae, họ Erebidae.